# یسپر لیندستروم
یسپر لیندستورم (انگلیسی: Jesper Lindstrøm؛ زادهٔ ۲۹ فوریهٔ ۲۰۰۰) بازیکن فوتبال اهل دانمارک است که به صورت قرضی برای باشگاه اورتون بازی می‌کند.
وی همچنین در تیم‌های ملی فوتبال زیر ۲۱ سال دانمارک و دانمارک بازی کرده‌است.